# Pīr Bādām
Pīr Bādām (persiska: پير بادام) är en ort i Iran.   Den ligger i provinsen Hamadan, i den nordvästra delen av landet, 300 km väster om huvudstaden Teheran. Pīr Bādām ligger 1 848 meter över havet och antalet invånare är 467.
Terrängen runt Pīr Bādām är platt söderut, men norrut är den kuperad. Runt Pīr Bādām är det ganska tätbefolkat, med 52 invånare per kvadratkilometer. Närmaste större samhälle är Qohord-e Bālā, 15,3 km söder om Pīr Bādām. Trakten runt Pīr Bādām består i huvudsak av gräsmarker.